# Harry Mulisch
Harry Mulisch (født 29. juli 1927, død 30. oktober 2010) var en hollandsk forfatter.  Han regnes som en af det 20. århundredes vigtigste nederlandske forfattere, og han er mest kendt for bogen De ontdekking van de hemel, som udkom første gang i 1992. Nogle sammenligner denne bog med Thomas Manns mesterværk Troldfjeldet.